# Faszczówka (obwód mohylewski)
Faszczówka (biał. Фашчаўка, Faščaŭka) – agromiasteczko na Białorusi, w obwodzie mohylewskim, w rejonie szkłowskim, 35 km na północ od Mohylewa. 547 mieszkańców (2010). Centrum administracyjne sielsowietu Faszczówka. 

## Historia

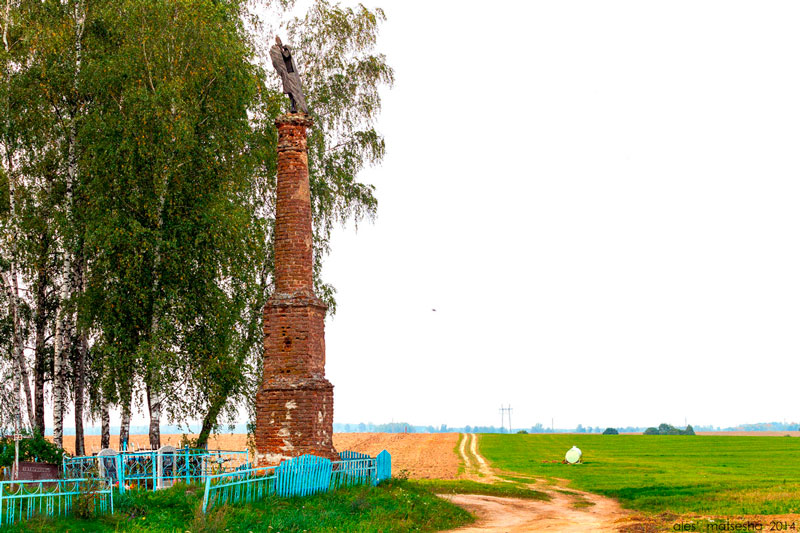
Kolumna św. Symplicjana

Pierwotnie wieś nazywała się Czernica, a nazwa Faszczówka lub Chwaszczówka utrwaliła się w drugiej połowie XVII wieku. W 1604 roku wieś Czernica nad strumieniem Czernicą leżała w wójtostwie Pleszczyckim w ekonomii mohylewskiej.
W 1612 roku Zygmunt III Waza przekazał Faszczówkę, jako wieś ekonomii mohylewskiej, klasztorowi jezuitów w Orszy. W latach 1738–1754 Jezuici zbudowali tutaj ogromny ceglany barokowy kościół Nawiedzenia Najświętszej Maryi Panny. W wyniku I rozbioru Polski wieś znalazła się w granicach Imperium Rosyjskiego, w powiecie horeckim. 24 grudnia 1967 r. władze komunistyczne rozebrały barokowy kościół jezuitów.
We wsi znajduje się ceglana kolumna św. Symplicjana.

## Parafia rzymskokatolicka
Parafia w Faszczówce istnieje od 1639 r. Wchodzi w skład dekanatu mohylewskiego archidiecezji mińsko-mohylewskiej. 4 czerwca 2022 r. arcybiskup Józef Staniewski poświęcił kaplicę Nawiedzenia Najświętszej Maryi Panny.